# Hindola tamangana
Hindola tamangana är en insektsart som först beskrevs av Victor Lallemand 1951.  Hindola tamangana ingår i släktet Hindola och familjen Machaerotidae. Inga underarter finns listade i Catalogue of Life.